# Festival cinematografico internazionale di Mosca 1979
La 11ª edizione del Festival cinematografico internazionale di Mosca si è svolta a Mosca dal 14 al 28 agosto 1979.
Il Grand Prix fu assegnato al film polacco Il cineamatore diretto da Krzysztof Kieślowski, al film italiano Cristo si è fermato a Eboli diretto da Francesco Rosi e al film spagnolo Sette giorni di gennaio diretto da Juan Antonio Bardem.

## Giuria
- Stanislav Rostockij ( Unione Sovietica - Presidente della Giuria)
- Vladimir Baskakov ( Unione Sovietica)
- Otakar Vávra ( Cecoslovacchia)
- Giuseppe De Santis ( Italia)
- Jerzy Kawalerowicz ( Polonia)
- Raj Kapoor ( India)
- Christian-Jaque ( Francia)
- Tom Luddy ( Stati Uniti)
- Margarita Lopez Portillo ( Messico)
- Kurt Maetzig ( Germania Est)
- Andrej Končalovskij ( Unione Sovietica)
- Tabata Ndiaye ( Senegal)
- Emil Petrov ( Bulgaria)
- Konstantin Stepankov ( Unione Sovietica)
- Tran Vu ( Vietnam)

## Film in competizione
| Film                                              | Regista               | Nazione           |
| ------------------------------------------------- | --------------------- | ----------------- |
| Anton der Zauberer                                | Günter Reisch         | Germania Est      |
| Barierata                                         | Hristo Hristov        | Bulgaria          |
| Road Without End                                  | A. Hussein            | Bangladesh        |
| Ija ominira                                       | Ola Balogun           | Nigeria           |
| The Being                                         | Tom Ribero            | Ghana             |
| Vzlyot                                            | Savva Kulish          | URSS              |
| I figli di Sanchez (The Children of Sanchez)      | Hall Bartlett         | USA               |
| L'assassino della domenica (Tomorrow Never Comes) | Peter Collinson       | Regno Unito       |
| Honning Måne                                      | Bille August          | Danimarca         |
| L'amico indiano (Fish Hawk)                       | Donald Shebib         | Canada            |
| Dawn!                                             | Ken Hannam            | Australia         |
| Kanal                                             | Erden Kıral           | Turchia           |
| Il cineamatore (Amator)                           | Krzysztof Kieślowski  | Polonia           |
| Az erőd                                           | Miklós Szinetár       | Ungheria          |
| Clipa                                             | Gheorghe Vitanidis    | Romania           |
| Mireille dans la vie des autres                   | Jean-Marie Buchet     | Belgio            |
| Mladý muž a bílá velryba                          | Jaromil Jireš         | Cecoslovacchia    |
| Tren                                              | Stole Janković        | Jugoslavia        |
| Nahla                                             | Farouk Beloufa        | Algeria           |
| Sky Became Clear                                  | Ravjagiin Dorjpalam   | Mongolia          |
| Parasuram                                         | Mrinal Sen            | India             |
| Compañero de viaje                                | Clemente de la Cerda  | Venezuela, Spagna |
| Il sarto di Ulm (Der Schneider von Ulm)           | Edgar Reitz           | Germania Ovest    |
| Retrato de Teresa                                 | Pastor Vega           | Cuba              |
| Runoilija ja muusa                                | Jaakko Pakkasvirta    | Finlandia         |
| Damn for Those Who Cries                          | Mohamad Ali Najafi    | Iran              |
| Bandera rota                                      | Gabriel Retes         | Messico           |
| Sette giorni di gennaio (Siete días de enero)     | Juan Antonio Bardem   | Spagna, Francia   |
| Habibati ya hab al-tout                           | Marvan Haddad         | Siria             |
| Les chiens                                        | Alain Jessua          | Francia           |
| Al-asuar                                          | Mohamed Shukri Jamееl | Iraq              |
| Frihetens murar                                   | Marianne Ahrne        | Svezia            |
| Only Ahead                                        | Long Van              | Vietnam           |
| Cristo si è fermato a Eboli                       | Francesco Rosi        | Italia, Francia   |

## Premi
- Premio d'Oro:
  - Cristo si è fermato a Eboli, regia di Francesco Rosi
  - Sette giorni di gennaio, regia di Juan Antonio Bardem
  - Il cineamatore, regia di Krzysztof Kieślowski
- Premio d'Oro Onorario: Que viva Mexico!, regia di Sergej Ėjzenštejn
- Premi d'Argento:
  - Barierata, regia di Hristo Hristov
  - Parasuram, regia di Mrinal Sen
  - Vzlyot, regia di Savva Kulish
- Premi:
  - Miglior Attore: Ulrich Thein per Anton der Zauberer
  - Miglior Attore: Bata Živojinović per Clipa
  - Miglior Attrice: Yasmina Khlat per Nahla
  - Miglior Attrice: Daisy Granados per Retrato de Teresa
- Diploma Speciale: Only Ahead, regia di Long Van
- Premio FIPRESCI: Il cineamatore, regia di Krzysztof Kieślowski
- Premio Onorario (per il contributo nel cinema):
  - Antonin Brousil
  - Luis Buñuel
  - King Vidor
  - Cesare Zavattini
  - Zoltán Fábri
  - Jerzy Kawalerowicz
  - René Clair
  - Akira Kurosawa
  - Satyajit Ray
  - Ousmane Sembène
  - Andrew Thorndike
  - Annelie Thorndike